# Fate Ali Xá Cajar
Fate Ali Xá Cajar (em persa: فتح على شاه قاجار; romaniz.: Fat‘ḥ-‘Alī Shāh Qājār; ‎25 de setembro de 1772 — 23 de outubro de 1834) foi o segundo xá do Império Cajar, governando de 17 de junho de 1797 até sua morte.